# فهرست قنات‌های شهرستان ایجرود
جدول زیر بر اساس آمار وزارت جهاد کشاورزی تهیه شده‌است. فهرست زیر قنات‌های شهرستان ایجرود در استان زنجان را نشان می‌دهد.
| نام قنات          | موقعیت                         | نزدیک‌ترین روستا       | طول قنات (متر) | تعداد میله چاه | عمق مادر چاه | دبی (لیتر بر ثانیه) | سطح زیر کشت (هکتار) |
| ----------------- | ------------------------------ | --------------------- | -------------- | -------------- | ------------ | ------------------- | ------------------- |
| ابلاغ دره گلجازسه | بخش مرکزی شهرستان ایجرود       | کوسلر                 | ۲۵۰            | ۰              | ۶٫۵          | ۲                   | ۰                   |
| اجاق گلی          | بخش مرکزی شهرستان ایجرود       | ینگی کندالماسی        | ۶۵۰            | ۰              | ۱۱           | ۳                   | ۰                   |
| ایده لو دره سی    | بخش حلب شهرستان ایجرود         | هیل‌آباد               | ۴۶۰            | ۰              | ۸            | ۱۵                  | ۰                   |
| ایلدلی یالی       | بخشی نامعلوم در شهرستان ایجرود | اینچه رهبری           | ۱۴۰            | ۰              | ۱۴           | ۱۱                  | ۰                   |
| اینچه             | بخش مرکزی شهرستان ایجرود       | اینچه                 | ۰              | ۰              | ۰            | ۰                   | ۰                   |
| باش بالاغ         | بخشی نامعلوم در شهرستان ایجرود | اینچه رهبی            | ۴۵۰            | ۰              | ۷            | ۴                   | ۰                   |
| باش گلی           | بخشی نامعلوم در شهرستان ایجرود | اینچه رهبری           | ۳۰۰            | ۰              | ۵            | ۳                   | ۰                   |
| بهمن              | بخش حلب شهرستان ایجرود         | بهن                   | ۴۴۵            | ۰              | ۰            | ۰                   | ۰                   |
| حاج عزیز          | بخشی نامعلوم در شهرستان ایجرود | اقبلاغ                | ۳۰۰            | ۰              | ۱۶           | ۳                   | ۰                   |
| حسن دره سی        | بخش حلب شهرستان ایجرود         | هیل‌آباد               | ۸۵۰۰           | ۰              | ۱۳           | ۱۰                  | ۰                   |
| خانجین (کهریز)    | بخش مرکزی شهرستان ایجرود       | خانجین                | ۲۸۰            | ۰              | ۸            | ۳                   | ۰                   |
| خانق              | بخش مرکزی شهرستان ایجرود       | ینگی کندالسادات       | ۴۰۰            | ۰              | ۸            | ۱                   | ۰                   |
| خانق              | بخش مرکزی شهرستان ایجرود       | ینگی کندالسادات       | ۵۸۰            | ۰              | ۱۲           | ۳                   | ۰                   |
| داش بلاغ          | بخشی نامعلوم در شهرستان ایجرود | جوقین                 | ۳۰۰            | ۰              | ۹            | ۱۷                  | ۰                   |
| دالی اوخ          | بخش مرکزی شهرستان ایجرود       | شیوه                  | ۹۰۰            | ۰              | ۱۶           | ۸                   | ۰                   |
| رحیم گلی          | بخش مرکزی شهرستان ایجرود       | جوقین                 | ۵۸۰۱           | ۰              | ۱۴           | ۵                   | ۰                   |
| رحیم گلی          | بخش مرکزی شهرستان ایجرود       | جوقین                 | ۶۰۰            | ۰              | ۱۵           | ۵                   | ۰                   |
| رمضان بلاغ        | بخش مرکزی شهرستان ایجرود       | شیوه                  | ۳۰۰            | ۰              | ۹            | ۸                   | ۰                   |
| زینه الله کرم     | بخش مرکزی شهرستان ایجرود       | شیوه                  | ۸۰۰            | ۰              | ۱۳           | ۱۵                  | ۰                   |
| سول ده            | بخشی نامعلوم در شهرستان ایجرود | خانگاه                | ۱۲۰            | ۰              | ۶            | ۲                   | ۰                   |
| شاه محمد          | بخشی نامعلوم در شهرستان ایجرود | اینچه رهبری           | ۱۵۶            | ۰              | ۷            | ۳                   | ۰                   |
| شوشا چمنی         | بخش مرکزی شهرستان ایجرود       | آغکند                 | ۴۱۰            | ۰              | ۵            | ۱                   | ۰                   |
| عزتی و شرکا       | بخشی نامعلوم در شهرستان ایجرود | اینچه رهبری           | ۱۵۰            | ۰              | ۶            | ۲                   | ۰                   |
| علی بلاغ          | بخش مرکزی شهرستان ایجرود       | کوسلر                 | ۳۵۰            | ۰              | ۵            | ۱                   | ۰                   |
| قره بلاغ          | بخش مرکزی شهرستان ایجرود       | آغکند                 | ۶۵۰            | ۰              | ۹            | ۱                   | ۰                   |
| قره بلاغ          | بخش مرکزی شهرستان ایجرود       | کوسلر                 | ۳۸۰            | ۰              | ۸            | ۳                   | ۰                   |
| قره پرباغ         | بخش مرکزی شهرستان ایجرود       | ینگی کندالسادات       | ۳۶۰            | ۰              | ۹            | ۲                   | ۰                   |
| قره‌آباد           | بخش مرکزی شهرستان ایجرود       | زرین‌آباد              | ۵۳۰            | ۰              | ۱۶           | ۱۵                  | ۰                   |
| قلقه دالی         | بخش مرکزی شهرستان ایجرود       | ینگی کندالسادات       | ۸۰۰            | ۰              | ۱۳           | ۸                   | ۰                   |
| قنات ارکوئین      | بخش حلب شهرستان ایجرود         | ارکوئین               | ۰              | ۰              | ۰            | ۰                   | ۰                   |
| محمدحسن ارضی      | بخش مرکزی شهرستان ایجرود       | ایچ                   | ۱۰۰۰           | ۰              | ۱۵           | ۱۲                  | ۰                   |
| محمدحسن ارضی      | بخش مرکزی شهرستان ایجرود       | جوقین                 | ۸۵۰            | ۰              | ۰            | ۱۰                  | ۰                   |
| محمدحسن ارضی      | بخش مرکزی شهرستان ایجرود       | ینگی کندالسادات       | ۷۲۰            | ۰              | ۹            | ۳                   | ۰                   |
| نخودگلی           | بخش مرکزی شهرستان ایجرود       | آغکند                 | ۵۰۰            | ۰              | ۶            | ۲                   | ۰                   |
| هلیل‌آباد          | بخش مرکزی شهرستان ایجرود       | هلیل‌آباد              | ۵۰۰            | ۰              | ۱۲           | ۱۰                  | ۰                   |
| پاشاچای           | بخش حلب شهرستان ایجرود         | پاشاچای               | ۶۵۰            | ۰              | ۱۰           | ۰                   | ۰                   |
| چتز               | بخش مرکزی شهرستان ایجرود       | چتز                   | ۳۵۰            | ۰              | ۷            | ۰                   | ۰                   |
| کت کهریزی         | بخش حلب شهرستان ایجرود         | قوشچی                 | ۳۶۰            | ۰              | ۶            | ۰                   | ۰                   |
| کت کهریزی         | بخش حلب شهرستان ایجرود         | حلب                   | ۵۴۰            | ۰              | ۱۲           | ۲                   | ۰                   |
| کت کهریزی         | بخش حلب شهرستان ایجرود         | چسب                   | ۸۰۰            | ۰              | ۱۶           | ۲                   | ۰                   |
| کت کهریزی         | بخش حلب شهرستان ایجرود         | هیل‌آباد               | ۳۳۰            | ۰              | ۶            | ۴                   | ۰                   |
| کت کهریزی         | بخش حلب شهرستان ایجرود         | کهریز سیاه            | ۲۸۰            | ۰              | ۷            | ۰                   | ۰                   |
| کت کهریزی         | بخش حلب شهرستان ایجرود         | سفیدکسر               | ۴۰۰            | ۰              | ۹            | ۲                   | ۰                   |
| کت کهریزی         | بخش حلب شهرستان ایجرود         | نکتو                  | ۵۰۰            | ۰              | ۱۱           | ۰                   | ۰                   |
| کت کهریزی         | بخش حلب شهرستان ایجرود         | قداقیه                | ۷۰۰            | ۰              | ۱۰           | ۰                   | ۰                   |
| کندبلاغی          | بخشی نامعلوم در شهرستان ایجرود | بآغکندی               | ۱۵۰            | ۰              | ۶            | ۰                   | ۰                   |
| کندکهریزی         | بخشی نامعلوم در شهرستان ایجرود | بیدگنه                | ۱۲۰۰           | ۰              | ۱۸           | ۲۲                  | ۰                   |
| کندکهریزی         | بخشی نامعلوم در شهرستان ایجرود | هلیل‌آباد              | ۱۵۰            | ۰              | ۱۲           | ۳                   | ۰                   |
| کهریز             | بخش حلب شهرستان ایجرود         | ینگنجی کند جامع السرا | ۰              | ۰              | ۰            | ۰                   | ۰                   |
| کهریز             | بخش حلب شهرستان ایجرود         | صائین                 | ۴۳۰            | ۰              | ۸            | ۰                   | ۰                   |
| کهریز             | بخشی نامعلوم در شهرستان ایجرود | اینچه رهبری           | ۱۵۰            | ۰              | ۶            | ۴                   | ۰                   |
| کهریز             | بخشی نامعلوم در شهرستان ایجرود | کهریز                 | ۱۰۰            | ۰              | ۶            | ۲                   | ۰                   |
| کهریز برجعلی      | بخشی نامعلوم در شهرستان ایجرود | چتز                   | ۱۲۰            | ۰              | ۹            | ۲                   | ۰                   |
| کهریز حاج محمد    | بخش مرکزی شهرستان ایجرود       | آغکند                 | ۳۵۰            | ۰              | ۱۰           | ۲                   | ۰                   |
| کهریز داخل        | بخش مرکزی شهرستان ایجرود       | شهرک                  | ۴              | ۰              | ۸            | ۸                   | ۰                   |
| کهریز عربعلی      | بخشی نامعلوم در شهرستان ایجرود | بآغکندی               | ۲۰۰            | ۰              | ۱۲           | ۴                   | ۰                   |
| کهریز نجم اشخیان  | بخش حلب شهرستان ایجرود         | نجم الشخیان           | ۲۵۶            | ۰              | ۷            | ۰                   | ۰                   |
| کهریز نجم اشخیان  | بخش حلب شهرستان ایجرود         | نجم الشخیان           | ۰              | ۰              | ۰            | ۰                   | ۰                   |
| کهریزعباسعلی      | بخشی نامعلوم در شهرستان ایجرود | باریکاب               | ۴۰۰            | ۰              | ۱۰           | ۲                   | ۰                   |
| کهریزیداله        | بخشی نامعلوم در شهرستان ایجرود | چتز                   | ۱۶۰            | ۰              | ۸            | ۳                   | ۰                   |
| کهنه کهریز        | بخش حلب شهرستان ایجرود         | تله گرد               | ۴۸۰            | ۰              | ۹            | ۷                   | ۰                   |
| کورجابلاغ         | بخش مرکزی شهرستان ایجرود       | جوقین                 | ۳۸۰            | ۰              | ۱۰           | ۴                   | ۰                   |
| کوزلردوست         | بخش مرکزی شهرستان ایجرود       | الاچمن                | ۳۷۰            | ۰              | ۶            | ۱                   | ۰                   |
| کوزلرمحمدبیگی     | بخش مرکزی شهرستان ایجرود       | الاچمن                | ۵۳۵            | ۰              | ۹            | ۲                   | ۰                   |
| کوزه کهریزی       | بخشی نامعلوم در شهرستان ایجرود | چتز                   | ۱۵۰            | ۰              | ۵            | ۲                   | ۰                   |
| یاست بلاغ         | بخش مرکزی شهرستان ایجرود       | الاچمن                | ۴۵۰            | ۰              | ۱۰           | ۲                   | ۰                   |
| یال دالی          | بخش مرکزی شهرستان ایجرود       | زرین‌آباد              | ۴۵۰            | ۰              | ۱۲           | ۵                   | ۰                   |
| یال دالی          | بخش مرکزی شهرستان ایجرود       | زرین‌آباد              | ۶۲۰            | ۰              | ۱۴           | ۳                   | ۰                   |
| یدی بلاغ          | بخش مرکزی شهرستان ایجرود       | یدی بلاغ              | ۱۵۰            | ۰              | ۵            | ۱                   | ۰                   |
| یدی بلاغ          | بخشی نامعلوم در شهرستان ایجرود | یدی بلاغ              | ۸              | ۰              | ۳۵۰          | ۱۰                  | ۰                   |
| یوخاره            | بخش مرکزی شهرستان ایجرود       | آغکند                 | ۰              | ۰              | ۰            | ۳                   | ۰                   |
| یوخاری بلاغ       | بخش مرکزی شهرستان ایجرود       | شهرک                  | ۷۵۰            | ۰              | ۱۵           | ۱۰                  | ۰                   |